# Portique d'Octavie
Ne doit pas être confondu avec Portique d'Octavius.

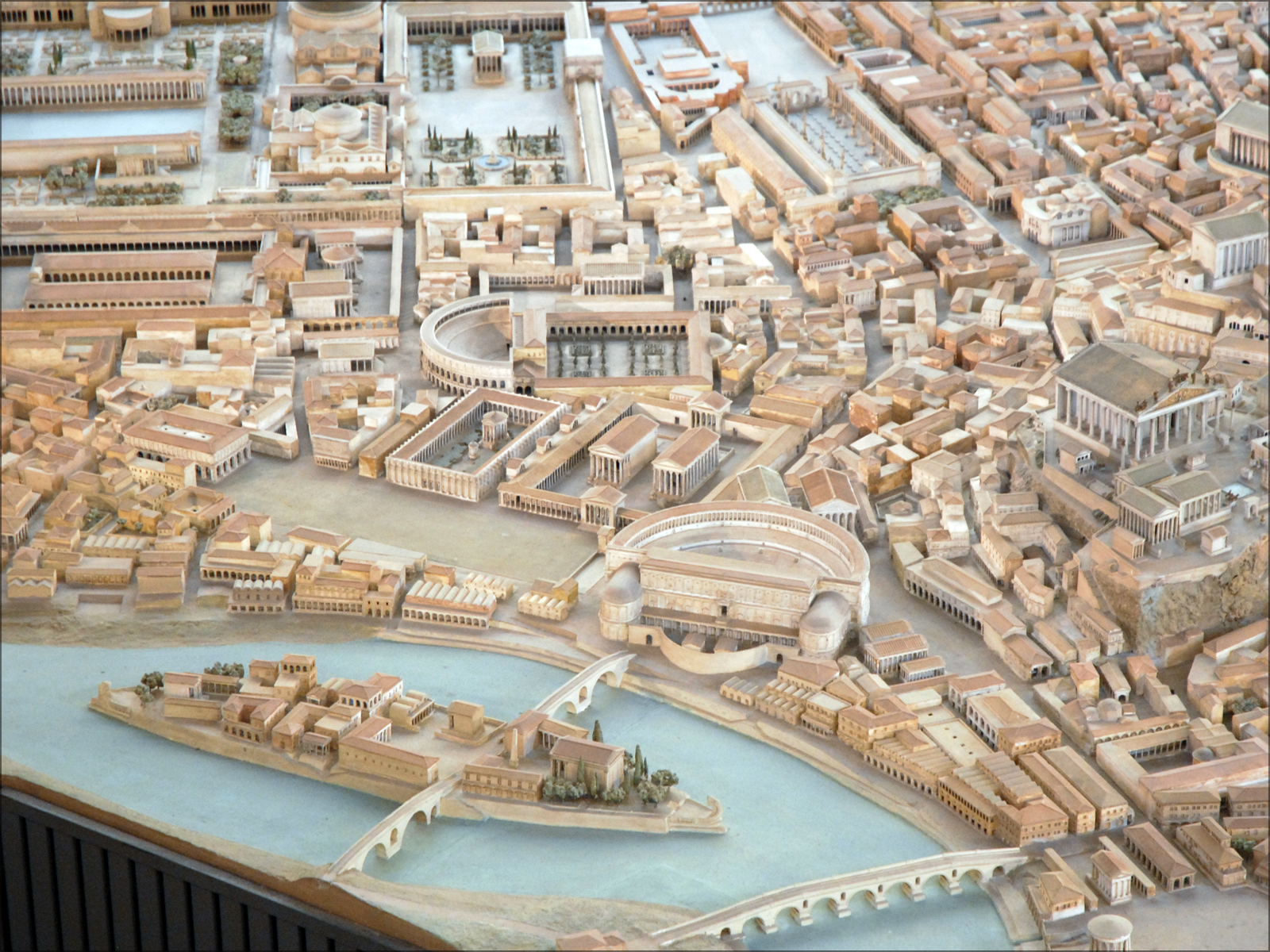
Au milieu, le portique d'Octavie, entre le théâtre de Balbus en arrière et le théâtre de Marcellus au premier plan, maquette d'Italo Gismondi.

Le portique d'Octavie (en latin : Porticus Octaviae), appelé portique de Metellus (en latin : Porticus Metelli) sous la République romaine, puis parfois portique de Sévère (en latin : Porticus Severi) après le IVe s., est un ensemble de monuments romains antiques situé sur le Champ de Mars à Rome, près du théâtre de Marcellus. En plus de l'enceinte à colonnades, le portique se compose de divers édifices, dont une entrée monumentale et deux temples, l'un dédié à Junon Regina et l'autre à Jupiter Stator.

## Localisation
Le portique d'Octavie est construit au sud du Champ de Mars, aux pieds des pentes sud du Capitole, près du cirque Flaminius. Durant l'Empire, il est un des trois grands portiques qui marquent l'extrémité nord-est de l'esplanade occupée à l'origine par le cirque (voir le plan). C'est à proximité de ce portique que se trouve la grande Insula dell’Ara Coeli. Les ruines du portique et des temples se trouvent sous l'église Santa Maria in Campitelli et la Via di Sant'Angelo in Pescheria.
À la fin du Ier siècle av. J.-C., Auguste intègre le portique au sein d'un complexe dynastique plus vaste, comprenant le temple d'Apollon qui célèbre sa victoire sur Marc Antoine et Cléopâtre et le théâtre de Marcellus, dédié à son neveu et gendre Marcus Claudius Marcellus, malgré un manque d'alignement de l'ensemble. Cette association d'un théâtre, d'un temple et d'un portique rappelle le complexe pompéien sur le Champ de Mars, réalisation architecturale monumentale qu'Auguste a peut-être voulu concurrencer. Le trois monuments sont quasiment accolés, l'arrière du podium du temple d'Apollon jouxtant le mur extérieur du côté oriental du portique et les arcades du théâtre les plus proches n'étant situées qu'à 2,4 mètres seulement de l'angle sud-est du portique.

## Histoire

### Antiquité

#### Le portique de Metellus
Le portique, peut-être le premier du genre à Rome, est construit à partir de 146 av. J.-C. par Quintus Caecilius Metellus Macedonicus,, après la célébration de son triomphe pour ses victoires sur les Macédoniens d'Andriscos,. Les travaux sont financés ex manubiis, c'est-à-dire à partir du butin amassé durant la campagne. Il est construit autour d'un temple déjà existant, voué à Junon Regina en 187 av. J.-C. par le consul Marcus Aemilius Lepidus et construit en 179 av. J.-C. alors que Lepidus est censeur,. Metellus fait construire un deuxième temple, selon la même orientation, qu'il dédie à Jupiter Stator. Le portique est dédié entre 143 av. J.-C., année du consulat de Metellus, et 131 av. J.-C., année où il occupe la censure. Selon les Fasti Antiates Minores, le dies natalis du temple de Junon est fixé le 23 décembre et celui du temple de Jupiter le 5 septembre. Le temple de Junon, probablement endommagé en 158 av. J.-C., est restauré par la même occasion. Le portique est célèbre à l'époque républicaine pour le nombre d’œuvres grecques qui y sont exposées,.

#### La reconstruction augustéenne
Le portique est entièrement reconstruit entre 33 et 23 av. J.-C.,, juste avant la reprise des travaux de construction du théâtre de Marcellus tout proche. Il paraît probable que les travaux ont été ordonnés et financés par Octave-Auguste qui dédie ensuite le monument à sa sœur Octavie mais il est possible que cette dernière en soit le commanditaire,. Selon certains auteurs antiques, Octavie n'aurait en fait entrepris la construction que de quelques annexes du portique, comme la bibliothèque, la curia et les scholae. Après la reconstruction, Auguste dédie de nouveau le complexe, le nom de Metellus disparaît alors, et fixe le dies natalis des deux temples, comme celui de tous les temples des environs, au 23 septembre, jour de son propre anniversaire,. Les nombreuses œuvres d'art dédiées par Metellus sont dorénavant associées aux victoires et au programme d'Auguste, exposées dans des jardins et au sein de pièces d'eau.
Le portique est touché en 80 apr. J.-C. par un incendie et est restauré peu après, probablement sous Domitien, bien qu'aucune inscription ne l'atteste. Cette restauration est déduite d'un passage de Suétone qui précise que l'empereur fait réparer les bibliothèques détruites dans un incendie au début de son règne, se référant peut-être à la bibliothèque du portique.

#### La restauration sévérienne
Il est de nouveau reconstruit en 203 par Septime Sévère et Caracalla après l'incendie qui s'est déclaré en 192,, peu avant l'assassinat de Commode, comme l'atteste cette fois-ci l'inscription du propylée,. Les travaux ne sont entrepris qu'une dizaine d'années après la destruction du monument étant donné l'agitation politique et la guerre civile qui suivent la fin du règne de Commode. La plupart des édifices endommagés par l'incendie restent en ruine jusqu'à ce que Septime Sévère soit en mesure de rétablir une situation politique stable.
Cette restauration, qui s'inscrit dans un vaste programme édilitaire entrepris par Septime Sévère, révèle une volonté de l'empereur de se créer un lien particulier avec Auguste et les valeurs attachées à ce dernier dans l'esprit des Romains. Septime Sévère utilise cette restauration pour promouvoir sa propre politique en se réappropriant l'histoire et la signification donnée au complexe par Auguste. Selon l'auteur anonyme de l'Histoire Auguste, il fait exposer dans le portique des objets liés à ses victoires et ses triomphes,,. La restauration a été relativement importante puisque toutes les structures encore en élévation aujourd'hui datent de l'époque sévérienne, seules les fondations contiennent encore des matériaux remontant à la construction de Metellus ou à la reconstruction d'Auguste. Une nouvelle inscription dédicatoire est fixée à cette occasion, remplaçant toute autre inscription, si bien que le nom des précédents commanditaires finit par se perdre et le portique devient connu à partir du IVe siècle av. J.-C. et durant le Moyen Âge sous les noms de Porticus Severi, Porticus Severianus, Porticus Severini ou Templum Severianum,.
L'édifice est endommagé en 442 par un tremblement de terre. C'est peut-être à cette occasion que les deux colonnes du propylée qui sont tombées sont remplacées par une arche en brique.

### Moyen Âge et Renaissance
Durant le Moyen Âge et jusqu'au XIXe siècle, la zone du portique est transformée en marché aux poissons. L'église Sant'Angelo in Pescheria, construite au cours du VIIIe siècle sur une partie des ruines du portique, tire son nom de la nature du marché situé à proximité. L'entrée monumentale méridionale du portique est modifiée et deux colonnes sont remplacées par une grande arche en brique sous laquelle s'installent les commerçants.
Les vestiges du portique se trouvent dans les limites du ghetto juif instauré par le pape Paul IV en 1555 et disparaissent peu à peu sous les nouvelles constructions.

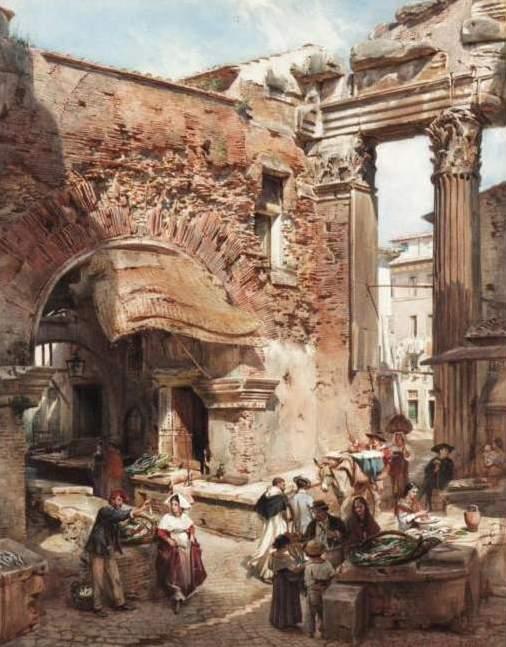
« Scène de marché italien avec ruines romaines », Ludwig Passini, 1863
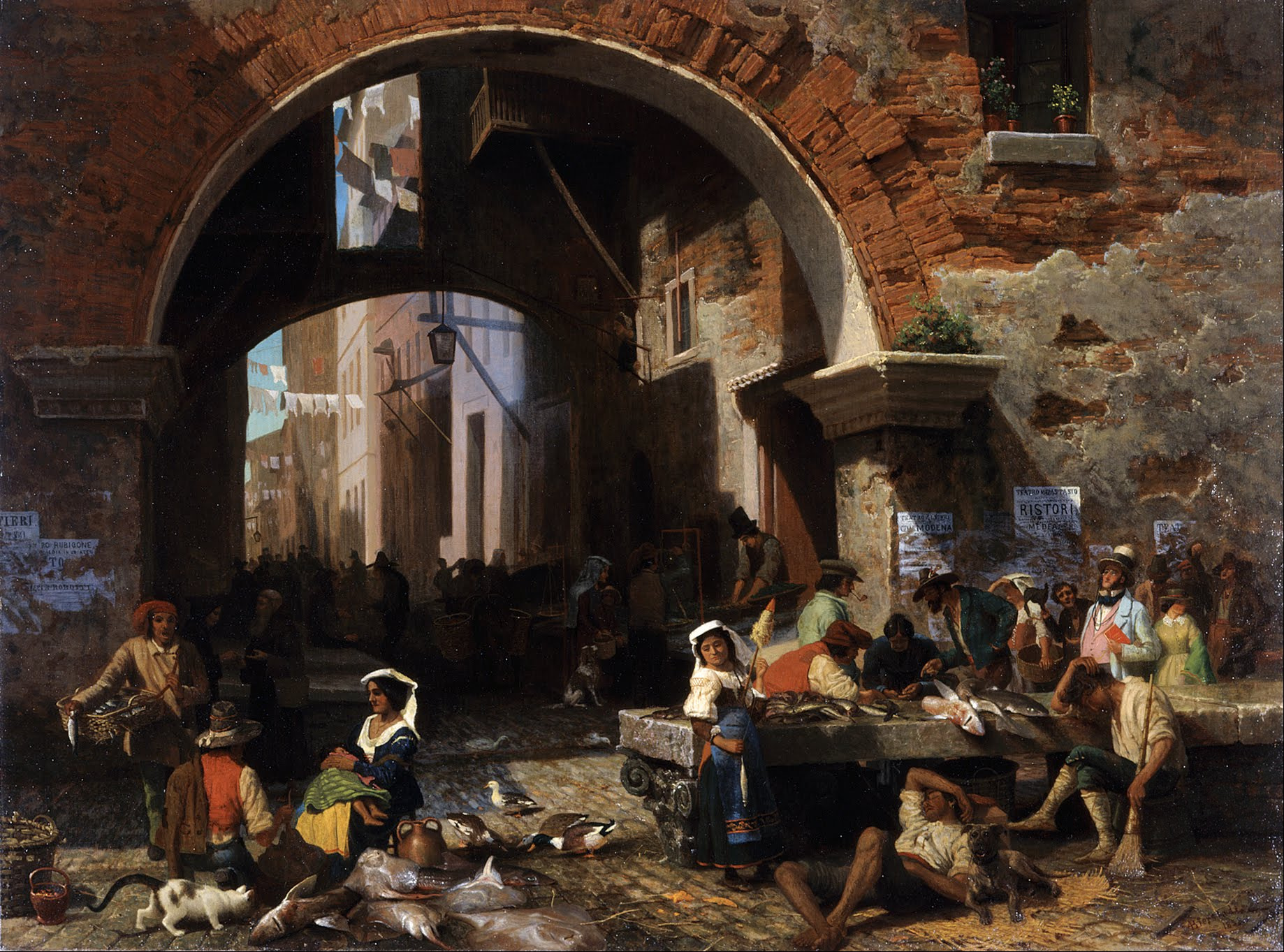
« Marché romain aux poissons. Arc d'Octave », Albert Bierstadt, 1858
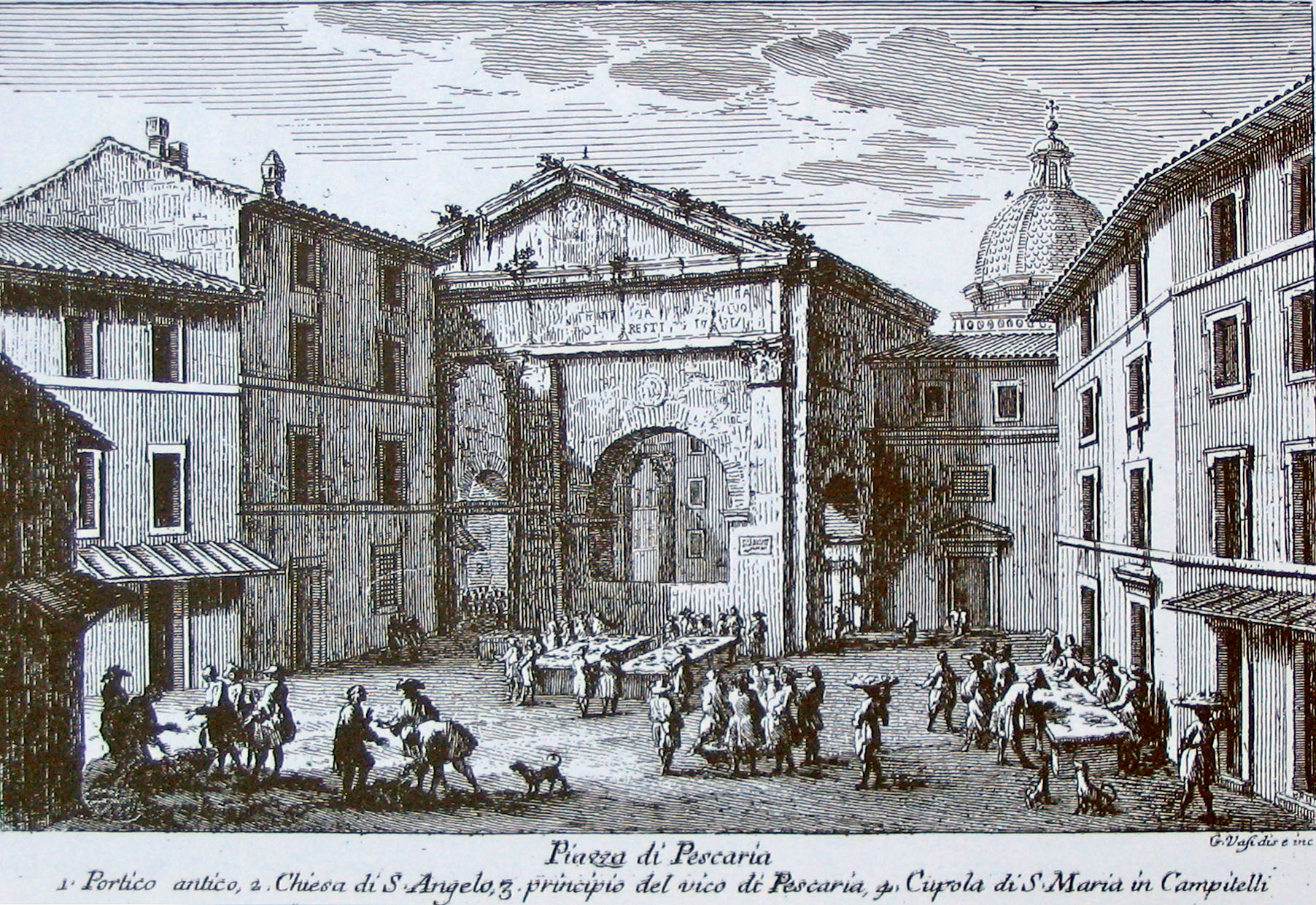
« Piazza di Pescaria », gravure de Giuseppe Vasi, 1752.

### Fouilles archéologiques
Du portique d'Octavie restent essentiellement visibles le propylée d’entrée sud-ouest et un tout petit tronçon de colonnade, dégagés en 1878 lors de la destruction des édifices du vieux quartier du ghetto. L'entrée monumentale n'a été préservée qu'en partie, ne restant que deux colonnes sur la gauche de la façade avant et trois sur la façade interne. L'angle sud-ouest est mis au jour entre 1938 et 1939. Les colonnes et la section du mur alors dégagées, ainsi que les colonnes du propylée, sont datées de la restauration sévérienne d'après l'étude de la décoration des chapiteaux.

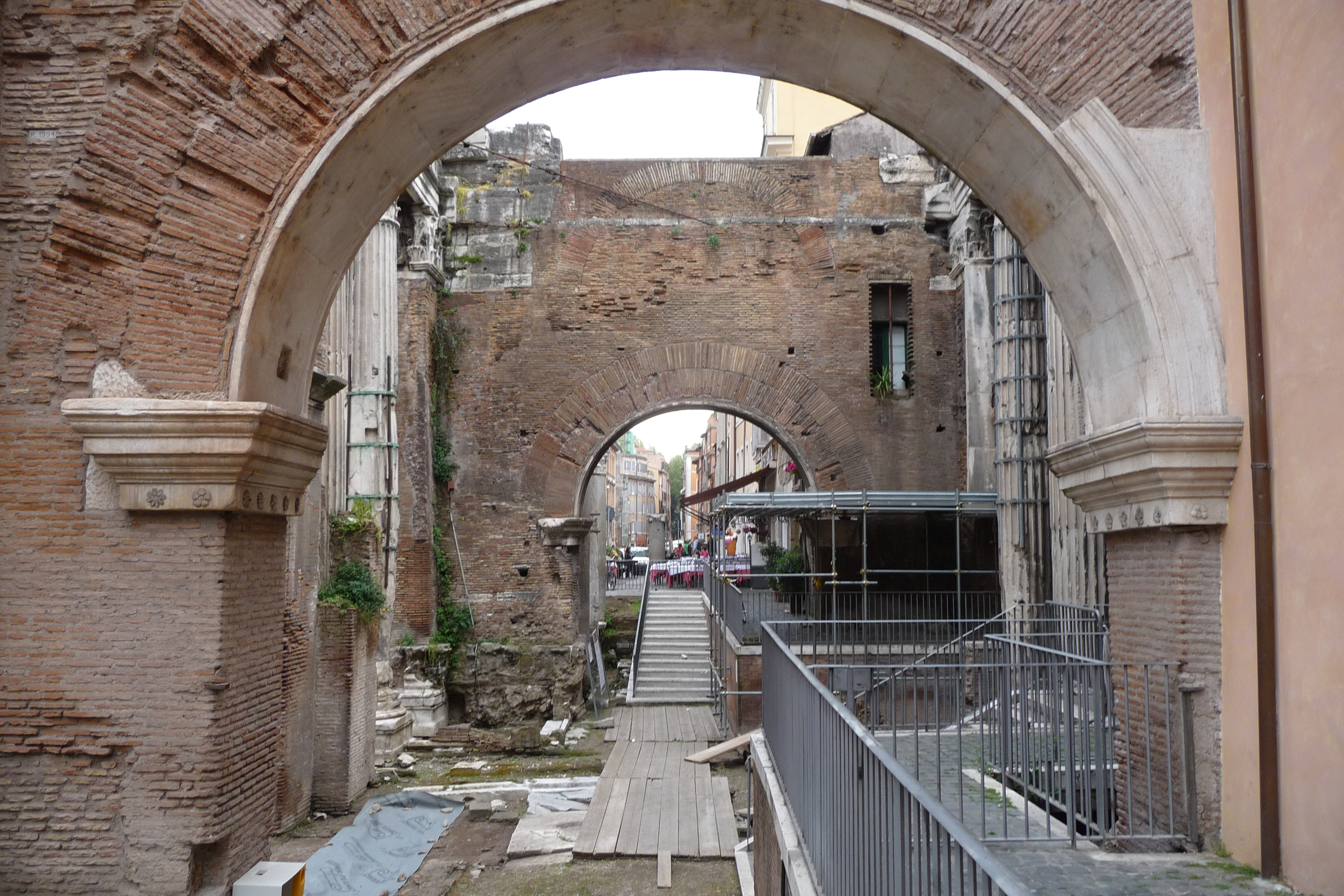
Vestiges du propylée et quartier du ghetto à l'arrière-plan.
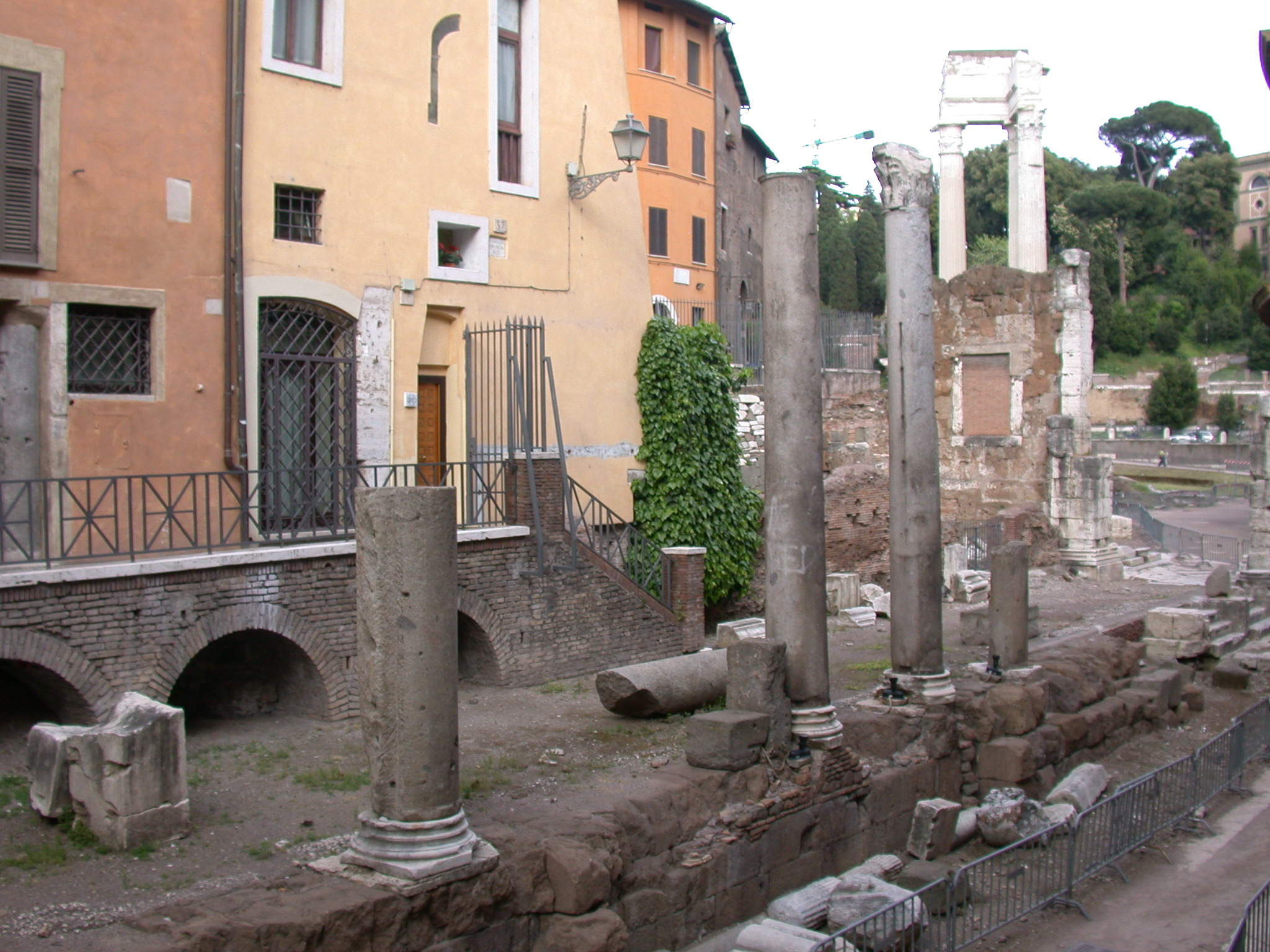
Ruines du portique sur le côté sud-est, vers le théâtre de Marcellus.
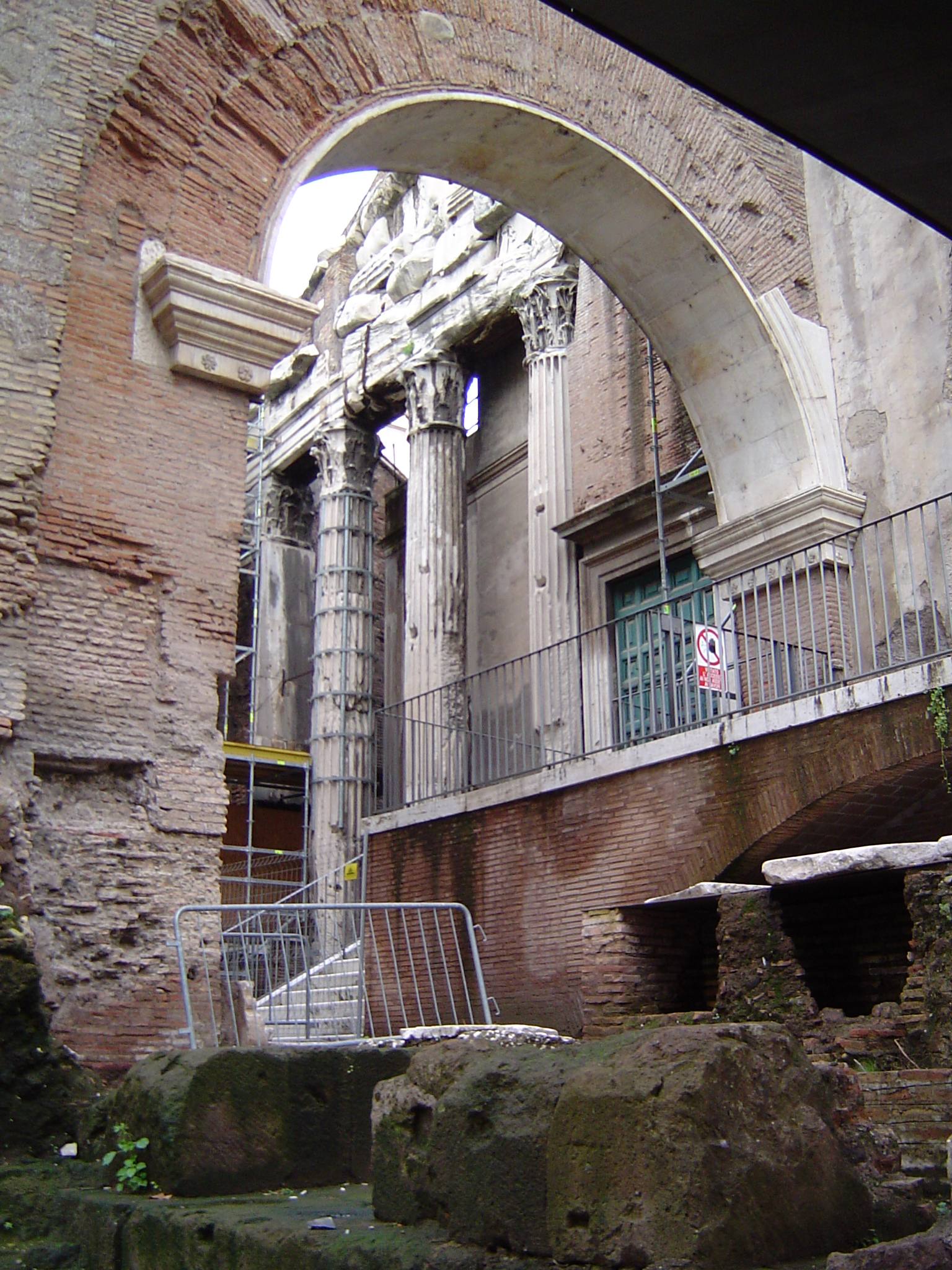
Vestiges du portique.

## Description

### Le temple de Junon Regina
Le temple dédié à Junon, antérieur à la construction du premier portique, est représenté sur un fragment de la Forma Urbis comme prostyle hexastyle. Les colonnes sont d'ordre corinthien, de marbre blanc, et mesurent 12,5 mètres de haut pour 1,25 mètre de diamètre.
Seuls des vestiges de ce temple subsistent aujourd'hui, visibles dans les caves des constructions modernes. Ils consistent principalement en fragments de blocs de travertin et de brique, ainsi que de fragments de colonnes et d'entablements en marbre,.

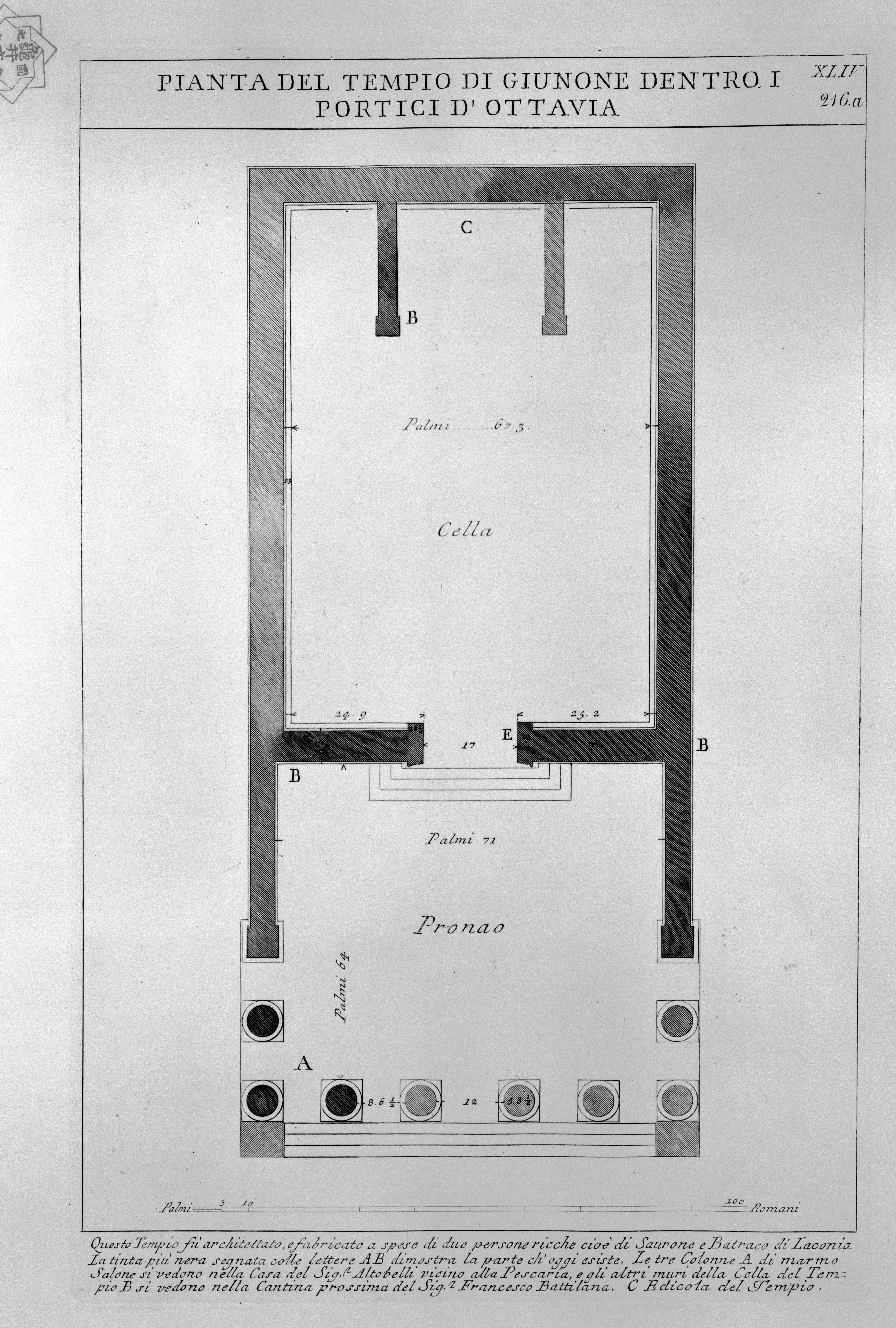
Plan du temple de Junon d'après Le Piranèse.
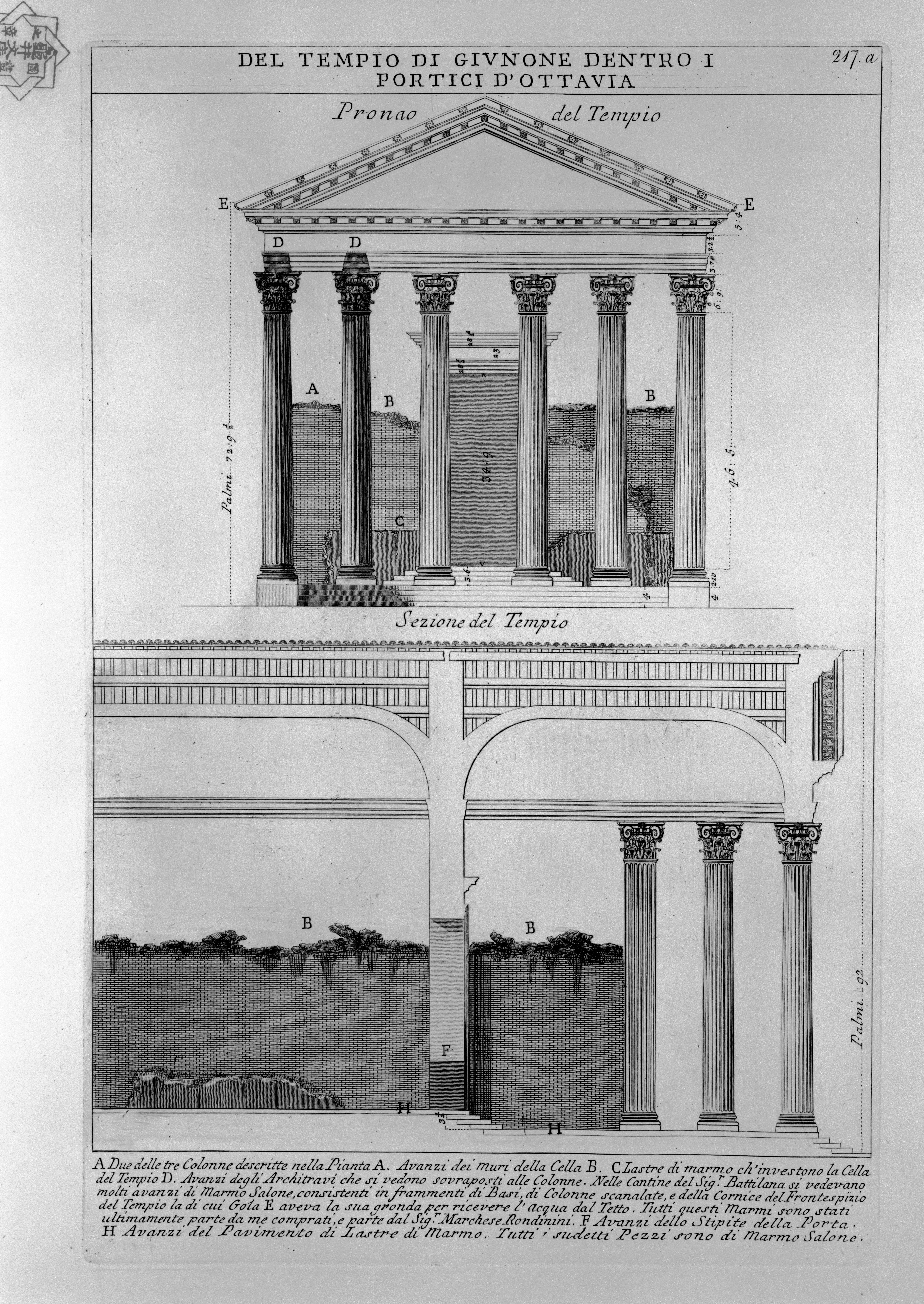
Restitution du temple de Junon d'après Le Piranèse.
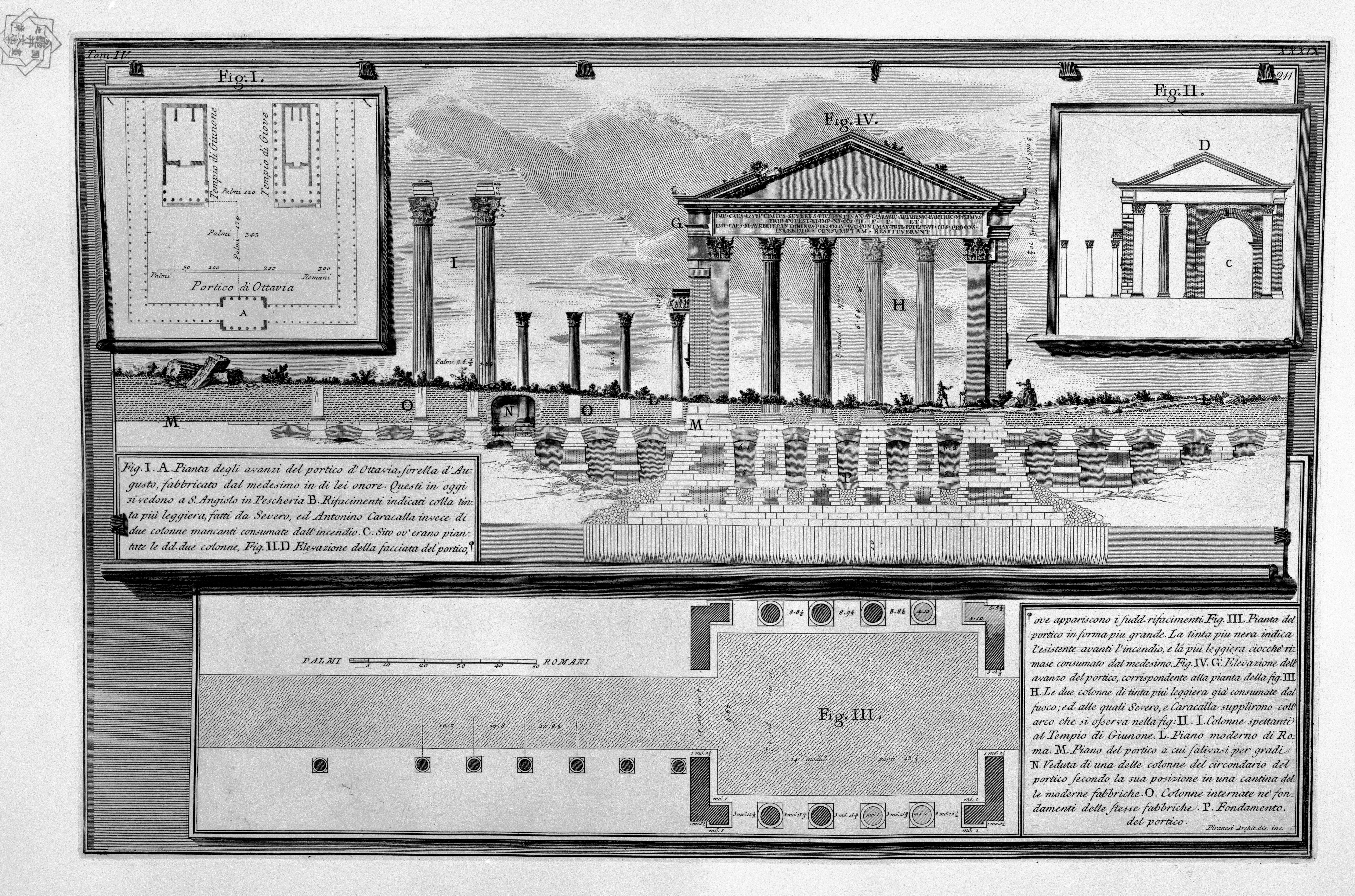
Étude des vestiges du portique sur une gravure du Piranèse.

### Le portique de Metellus
Le portique construit au milieu du IIe siècle av. J.-C. enclot deux temples, l'un préexistant dédié à Junon Regina et l'autre construit en même temps que le portique et dédié à Jupiter Stator. Les quelques vestiges de péperin mis au jour et datant du IIe siècle av. J.-C. correspondent à un portique à deux travées, du moins pour la partie sud, sur le modèle du portique d'Octavius qui reprend le plan typique du temenos hellénistique. La rangée intérieure de colonnes est d'ordre ionique. Les façades extérieures du portique ont pu être fermées par un mur contenant des exèdres.

### Le temple de Jupiter Stator
Selon Vitruve, le temple de Jupiter est l’œuvre de l'architecte grec Hermodore de Salamine,,, qui a probablement également supervisé les travaux de construction de tout le portique et de restauration du temple de Junon Regina. Les vestiges archéologiques du temple de Jupiter Stator in Circo se limitent à des fragments du mur de soutènement et ne fournissent aucun indice sur sa structure architectonique. Il ne reste à la disposition des archéologues que des mentions dans les textes antiques et une représentation du temple sur le plan de marbre de la Forma Urbis.
Selon Velleius Paterculus, le temple est majestueux et orné avec luxe (manificientia et luxuria). En effet, le temple serait entièrement construit en marbre, une pratique inédite à Rome. À l'origine, le temple devait être hexastyle et périptère, avec onze colonnes latérales, et devait se tenir sur une crépis dans un style purement hellénistique. L'intervalle entre les colonnes en façade est égal à celui entre les colonnes latérales et entre la rangée de colonnes et le mur de la cella. Vitruve cite le temple comme exemple lorsqu'il définit le temple périptère dans son traité sur l'architecture. Le temple devait être d'ordre ionique comme semble le confirmer la découverte récente dans les limites des ruines du portique d'Octavie d'un fragment d'un chapiteau ionique en marbre de Paros de bonne facture et richement orné. La hauteur du chapiteau est évaluée à 0,44 mètre pour un abaque large de 0,90 mètre, correspondant à une colonne d'un diamètre de 0,84 mètre. Toutefois, il est possible que ce chapiteau ait appartenu à une colonne des portiques à double travée, la colonnade intérieure plus haute, plutôt qu'au temple. Dans l'hypothèse où il s'agit bien d'une colonne du temple, il est possible d'évaluer les dimensions de l'édifice, qui varient selon l'espace entre les colonnes, le temple pouvant aussi bien être pycnostyle (entrecolonnement égal à une fois et demi le diamètre des colonnes) que systyle (entrecolonnement égal à deux diamètres de colonnes). Dans le premier cas, le temple est long de 22 mètres et large de 11,70 mètres, des proportions identiques à celles du temple de Mars situé dans la même zone et construit par le même architecte. Dans le deuxième cas, le temple est plus grand (26,50 × 13,80 mètres) mais les colonnes seraient moins hautes (8 mètres).
Sur le plan de la Forma Urbis, le temple est représenté avec des colonnes sur trois côtés dont dix colonnes latérales et non onze comme l'indique Vitruve, et avec un escalier d'accès au pronaos frontal selon le plan typique des temples italiques. Cette évolution peut être expliquée par une modification apportée au temple lors d'une restauration, par exemple sous Auguste lorsqu'est entreprise la reconstruction du portique. À cette occasion, le plan du temple est modifié et devient peripteros sine postico, c'est-à-dire sans colonne à l'arrière.
La cella du temple abrite de nombreuses œuvres d'art. Les statues de culte des deux temples sont l’œuvre de sculpteurs grecs de style néo-attique, Polyclès et Dionysios,. D'après les auteurs antiques, à l'époque de Metellus, les temples sont précédés de 34 statues représentant les généraux d'Alexandre le Grand et provenant d'un groupe attribué à Lysippe et commémorant la victoire d'Alexandre à Granicus que Metellus a prélevé du sanctuaire de Dion en Macédoine,,,. On trouve également une statue de bronze de Cornelia, mère des Gracques, réalisée par Tisicrates, première statue dans un édifice public honorant une femme,.

### Le portique d'Octavie
| Plan du portique après la reconstruction augustéenne. |

| Proposition de reconstitution du portique augustéen, élévation principale. |

| Proposition de reconstitution du portique augustéen, élévation latérale. |

| Proposition de reconstitution du portique augustéen, perspective isométrique. |

Le plan général du portique, tel que reconstruit par Auguste, peut être déduit des fragments de la Forma Urbis. Il s'élève sur un podium bas, à l’intérieur duquel ont été retrouvés des vestiges du portique de Metellus, plus ancien, en opus incertum. Lors de la reconstruction, les matériaux d'époque républicaine sont largement réutilisés et le plan général du monument est respecté. Toutefois, l'ajout d'annexes telles que les bibliothèques et la curie ont dû rendre nécessaire un agrandissement du portique vers le nord, portant les dimensions de la place quasiment carrée à 119 m de large pour un peu plus de 132 m de long, selon un axe nord-est sud-ouest. L'entrée principale se trouve au milieu du côté sud-ouest, tournée vers l'esplanade du Circus Flaminius et le Tibre. Le portique se compose d'une double rangée de colonnes de granit, avec 28 colonnes en façade pour chaque côté. La statuaire de l'ancien portique est préservée et certainement augmentée. Le groupe équestre en bronze d'Alexandre le Grand permet d'insister sur le lien qu'Auguste tente de se créer avec le général grec et la statue de Cornelia, qui symbolise la mère romaine idéale, a pu être accompagnée d'autres statues de mères romaines célèbres permettant de souligner les valeurs traditionnelles chères à Auguste,.
La colonnade de l'enceinte abrite une bibliothèque, une ou plusieurs scholae et la Curia Octaviae dans laquelle se réunit parfois le Sénat,,.

#### Propylée
Sur les fragments de la Forma Urbis, seule l'entrée sud-ouest est visible. La présence d'une deuxième entrée placée symétriquement dans la plupart des reconstitutions du portique n'est donc pas assurée. Sous Auguste, le propylée sud-ouest est composé de quatre grandes colonnes corinthiennes en façade encadrées par des antae, des pilastres placés à l'extrémité d'un mur. Seules deux colonnes corinthiennes de la face externe, de 8,6 mètres de haut, sur les quatre d'origine sont restées intactes. Les deux autres ont été remplacées par un arc donnant accès à l'église Sant'Angelo in Pescheria. De l'autre côté, trois colonnes sur les quatre sont toujours debout. Les tympans des frontons, à l'origine ornés de reliefs, ont été reconstruits en grande partie avec des matériaux réutilisés. Les murs latéraux, en opus quadratum recouvert de plaques de marbre, sont percés chacun d'un passage voûté qui communique avec la colonnade du portique. Les propylées augustéens se projettent plus loin que les propylées républicains, alignés avec la colonnade du portique, grâce à l'ajout d'un podium.

#### Curia Octaviae
Sur le plan de marbre de la Forma Urbis, une double structure absidale orientée vers le nord est accolée à l'arrière des deux temples. Il pourrait s'agir de la Curia Octaviae qui consisterait en deux portions de gradins se faisant face. L'ajout de la curie, datant de la restauration d'Auguste, peut expliquer la modification des plans des deux temples avec la suppression des colonnes sur la face nord afin de rendre les murs arrière aveugles. Il est possible que les termes scholae et curiae utilisés par Pline l'Ancien désignent en fait le même édifice. La Curiae Octaviae relie les deux temples à la colonnade du portique par des murs qui prolongent les podiums des temples.

#### Bibliothèque de Marcellus
La bibliothèque est construite par Octavie après la mort de son fils Marcus Claudius Marcellus, neveu d'Auguste, en sa mémoire, comme le théâtre de Marcellus,. La bibliothèque est restaurée par Caius Melissus, aidé financièrement par Mécène, à la fin du Ier siècle av. J.-C. Elle est alors divisée en deux sections, une pour les ouvrages grecs et une pour les ouvrages latins. Les livres brûlent dans l'incendie de 80 mais sont probablement remplacés lors de la reconstruction du portique par Domitien.

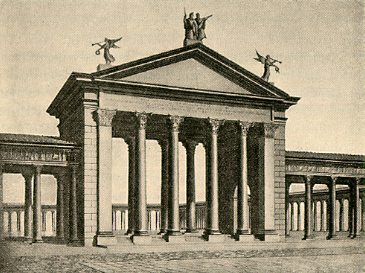
Reconstitution du propylée sud[52].
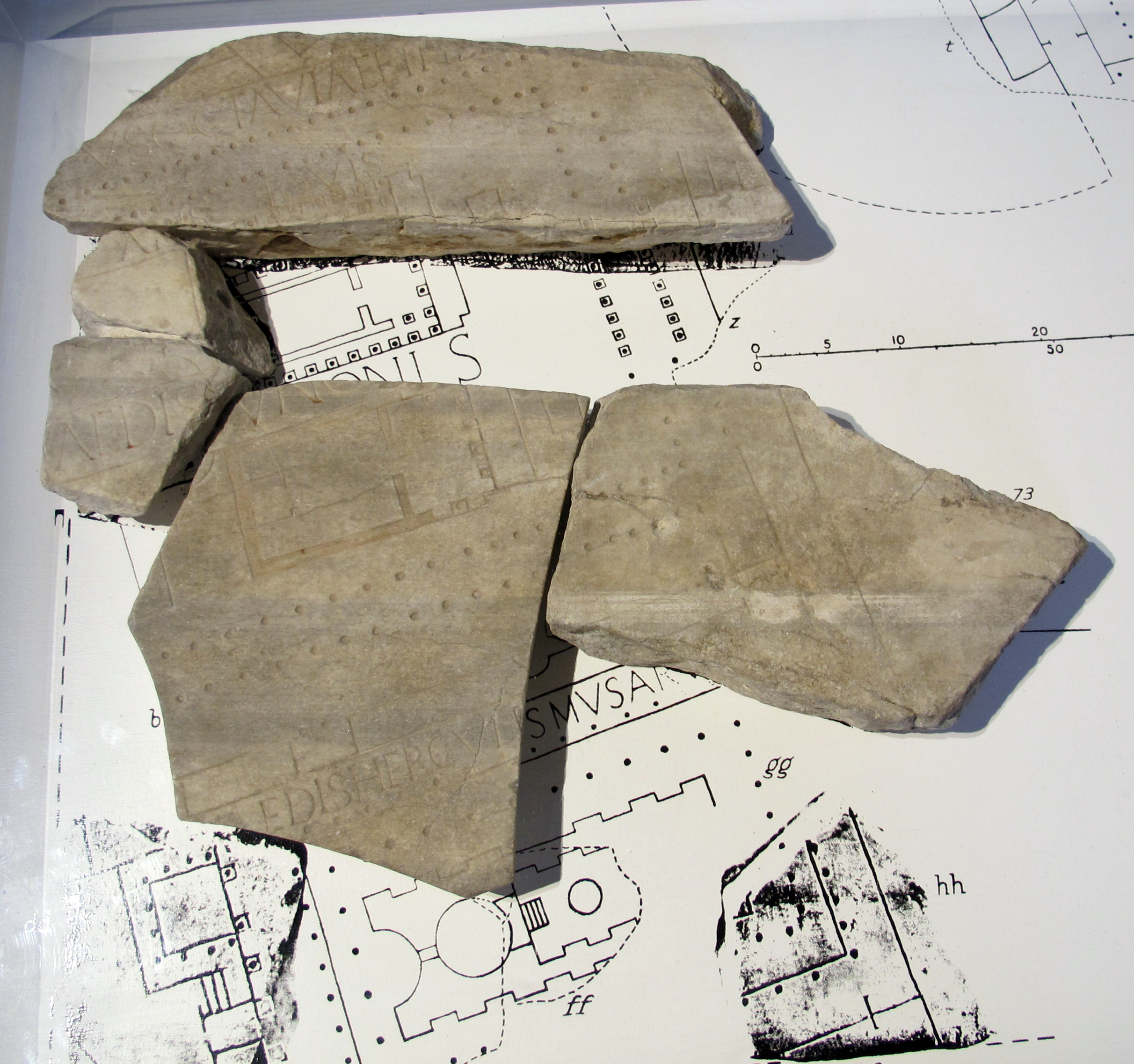
Le portique et les deux temples sur la Forma Urbis.

### Le portique d'époque sévérienne

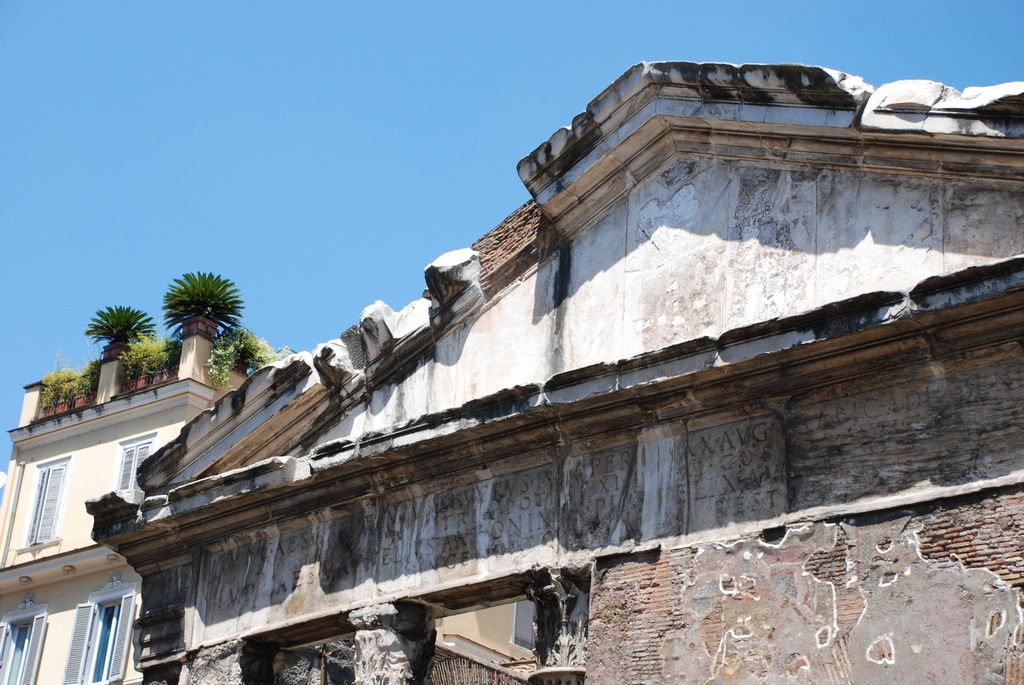
Détail de l'entablement supportant l'inscription.

Le plan du monument est modifié à partir de 203, après la restauration entreprise par Septime Sévère, même si elle suit en grande partie le plan du complexe augustéen. Les propylées sont agrandis, se projetant plus loin que les propylées augustéens. Une plate-forme soutenue par une structure en voûte en berceau revêtue de marbre est ajoutée du côté sud du portique où se trouvent l'entrée principale permettant l'agrandissement du podium du propylée avec des blocs de travertin. La colonnade, double sous Auguste, devient simple, avec une rangée formant la façade interne du portique et un mur plein formant la façade externe. Cette fermeture de la colonnade a pour conséquence la mise en relief de l'entrée monumentale qui devient le seul point d'entrée du complexe. C'est sur l'entablement de ce propylée que les restaurateurs font fixer la nouvelle inscription dédicatoire, supprimant toute trace d'éventuelles inscriptions antérieures de l'époque d'Auguste et de l'époque de Domitien. L'entablement est aménagé, avec la modification de la frise et de l'architrave, afin de placer la nouvelle inscription, plus longue que les précédentes :
Ce qui peut se traduire par :

« L'empereur César Auguste Lucius Septime Sévère, Pius Pertinax Arabicus Adiabenicus Parthicus Maximus, détenant la puissance tribunitienne pour la onzième fois, acclamé Imperator pour la onzième fois, consul pour la troisième fois, père de la patrie, et l'empereur César Auguste Marcus Aurelius Antoninus [Caracalla], Pius Felix, détenant la puissance tribunitienne pour la sixième fois, consul, proconsul, ont restauré ce portique après sa destruction dans un incendie. »